# SM UB-68
SM UB-68 – niemiecki okręt podwodny z okresu I wojny światowej, jedna z 96 zbudowanych jednostek typu UB III.
Okręt miał wyporność 513 ton w położeniu nawodnym i 647 ton pod wodą, a jego główną bronią było 10 torped o kalibrze 500 mm wystrzeliwanych z pięciu wyrzutni. Napędzana silnikami wysokoprężnymi i elektrycznymi jednostka rozwijała prędkość 13,2 węzła na powierzchni i 7,6 węzła w zanurzeniu, osiągając zasięg nawodny wynoszący 9090 Mm przy prędkości 6 węzłów (i 55 Mm przy prędkości 4 węzłów pod wodą).
UB-68 został zwodowany 4 lipca 1917 roku w stoczni Germaniawerft w Kilonii, a do służby w Kaiserliche Marine wcielono go 5 października 1917 roku. Przebazowany w 1918 roku na Morze Śródziemne został nominalnie wcielony w skład Kaiserliche und Königliche Kriegsmarine pod nazwą U-68, pływając w składzie Flotylli Pola (a później I Flotylli Morza Śródziemnego). W czasie służby operacyjnej odbył pięć patroli bojowych, podczas których zatopił pięć statków o łącznej pojemności 10 709 BRT i uszkodził cztery statki o łącznej pojemności 23 788 BRT. SM UB-68 został zatopiony przez brytyjskie okręty 4 października 1918 roku w pobliżu Malty.

## Projekt i budowa
Wydane w kwietniu 1915 roku przez Inspektorat U-Bootów memorandum wzywało kierownictwo Cesarskiej Marynarki Wojennej do zaprojektowania i budowy uproszczonego typu okrętu podwodnego, który miał zostać wykorzystany w działaniach blokadowych Wielkiej Brytanii. Budowa dużych, oceanicznych okrętów podwodnych zabierała zbyt wiele czasu, podobnie jak produkcja używanych do ich napędu silników wysokoprężnych o dużej mocy. Konsekwencją był duży niedobór jednostek tej klasy w niemieckiej flocie. Wznowienie na początku 1916 roku nieograniczonej wojny podwodnej sprawiło, że konieczne stało się opracowanie średniej wielkości okrętu podwodnego uzbrojonego w torpedy, który można było szybko zbudować. Przybrzeżne okręty typu UB II były zbyt słabo uzbrojone i miały niewystarczający zasięg, przez co ich użycie ograniczone było przeważnie do wód Morza Północnego i kanału La Manche, natomiast nowo projektowane torpedowe okręty podwodne musiały być zdolne do operowania wokół Wysp Brytyjskich i na Morzu Śródziemnym. Zrezygnowano z wcześniejszego schematu prostych jednostek jednokadłubowych z zewnętrznymi zbiornikami balastowymi na rzecz konstrukcji dwukadłubowej.
Projekt nowego okrętu podwodnego średniej wielkości oparto na konstrukcji udanych podwodnych stawiaczy min typu UC II. Dziobowej części okrętu nadano nowy profil, a szyby minowe zastąpiono przedziałem torpedowym z czterema wewnętrznymi wyrzutniami torped; powiększono również wyposażony w dwa peryskopy kiosk. Znacznie zwiększono moc silników spalinowych i elektrycznych, jak i pojemność zbiorników paliwa, jednak odbyło się to kosztem zmniejszenia o 40% wielkości baterii akumulatorów i o blisko 30% ich pojemności w stosunku do SM U-16, przez co spadła prędkość podwodna i zasięg. Okręty charakteryzowały się doskonałą manewrowością i krótkim czasem zanurzania, wynoszącym 30 sekund. Budowa okrętów o nadanym przez Inspektorat U-Bootów numerze projektu 44, zwanych później typem UB III, miała rozpocząć się po zrealizowaniu przez stocznie kontraktów na budowę jednostek typu UB II i UC II, czyli najwcześniej wiosną 1917 roku.
SM UB-68 zamówiony został 20 maja 1916 roku jako jednostka z liczącej 24 jednostki I serii okrętów typu UB III . Powstał w stoczni Germaniawerft w Kilonii jako jeden z ośmiu okrętów typu UB III zbudowanych w tej wytwórni . UB-68 otrzymał numer stoczniowy 286 (Werk 286)  . Stępkę okrętu położono w 1916 roku , a zwodowany został 4 lipca 1917 roku. Koszt budowy okrętu wyniósł 3 mln 276 tys. marek.

## Dane taktyczno-techniczne

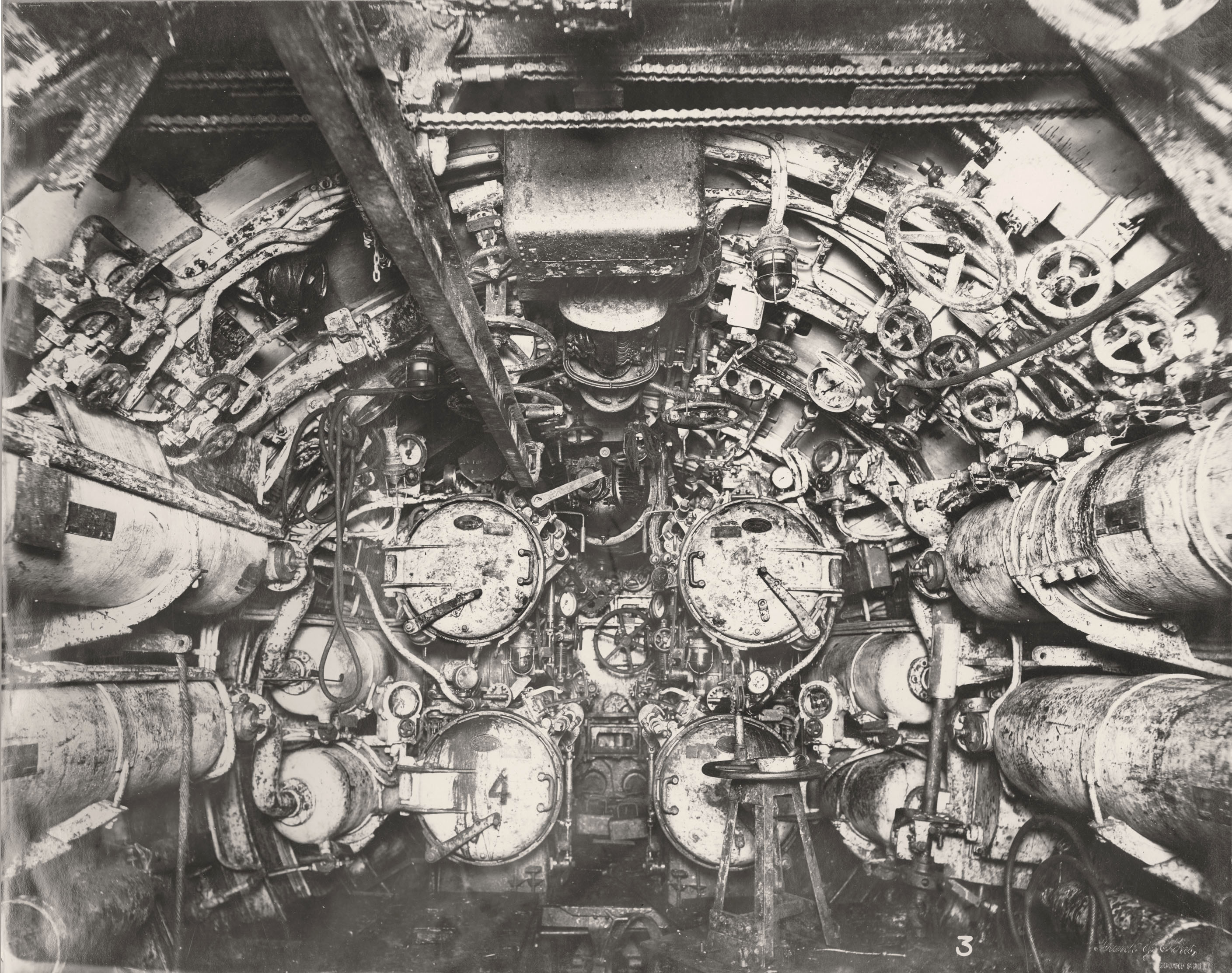
Wnętrze przedziału torpedowego siostrzanego okrętu SM UB-110

SM UB-68 był średniej wielkości okrętem podwodnym o konstrukcji dwukadłubowej. Długość całkowita wynosiła 55,83 metra, szerokość 5,8 metra i zanurzenie 3,67 metra. Kadłub sztywny miał 40,1 metra długości i 3,9 metra szerokości . Podzielony był grodziami na następujące przedziały (od dziobu): przedział torpedowy, pomieszczenia załogi, centrala, pomieszczenia załogi, przedział silników spalinowych, przedział silników elektrycznych oraz rufowy przedział torpedowy. Wysokość (od stępki do szczytu kiosku) wynosiła 8,25 metra . Dziób jednostki przystosowany był do przecinania sieci przeciwpodwodnych. Wyporność w położeniu nawodnym wynosiła 513 ton, a w zanurzeniu 647 ton.
Okręt napędzany był na powierzchni przez dwa 6-cylindrowe, czterosuwowe silniki wysokoprężne MAN S6V35/35 o łącznej mocy 809 kW (1100 KM) przy 450 obr./min, zaś pod wodą poruszał się dzięki dwóm silnikom elektrycznym SSW o łącznej mocy 580 kW (788 KM) przy 362 obr./min. Dwa wały napędowe obracały dwie śruby o średnicy 1,4 metra każda. Jednostka wyposażona była w dwa stery kierunku i dwa podwójne stery głębokości. Okręt osiągał prędkość 13,2 węzła na powierzchni i 7,6 węzła w zanurzeniu. Zasięg wynosił 9090 Mm przy prędkości 6 węzłów w położeniu nawodnym oraz 55 Mm przy prędkości 4 węzłów pod wodą. Zbiorniki mieściły 75 ton paliwa , a energia elektryczna magazynowana była w dwóch bateriach akumulatorów po 62 ogniwa, zlokalizowanych pod przednim i tylnym pomieszczeniem mieszkalnym załogi. Dopuszczalna głębokość zanurzenia wynosiła 50 metrów , zaś czas wykonania manewru zanurzenia 30 sekund.
Głównym uzbrojeniem okrętu było pięć wewnętrznych wyrzutni torped kalibru 500 mm: cztery dziobowe i jedna na rufie, z łącznym zapasem 10 torped. Broń artyleryjską stanowiło umieszczone przed kioskiem działo pokładowe kalibru 8,8 cm TK C/08 L/30, z zapasem amunicji wynoszącym od 160 do 296 naboi . Okręt wyposażony był w dwa peryskopy: wachtowy i bojowy. Wyposażenie ratownicze stanowiła umieszczona na pokładzie łódź ratunkowa.
Załoga okrętu składała się z trzech oficerów oraz 31 podoficerów i marynarzy.

## Służba
SM UB-68 został wcielony do służby w Kaiserliche Marine 5 października 1917 roku . Dowódcą jednostki został mianowany por. mar. (niem. Oberleutnant zur See) Heino von Heimburg, dowodzący wcześniej UB-14, UB-15 i UC-22 . Po okresie szkolenia U-Boot został wysłany na Morze Śródziemne, 8 stycznia 1918 roku wchodząc w skład Flotylli Pola . Okręt nominalnie wcielono do K.u.K. Kriegsmarine pod nazwą U-68, jednak załoga pozostała niemiecka.
Na początku 1918 roku niemieckie siły podwodne na Morzu Śródziemnym przeszły reorganizację, w wyniku której Flotylla Pola została podzielona na dwie części: I Flotylla w Poli (I. U-Flottille Mittelmeer) i II Flotylla w Cattaro (II. U-Flottille Mittelmeer), a UB-68 znalazł się w składzie tej pierwszej . W 1918 roku na okręcie w miejsce działa kalibru 8,8 cm zamontowano działo kalibru 10,5 cm Utof C/16 L/45 (zapas pocisków wynosił od 108 do 192).
10 kwietnia w pobliżu wyspy Marettimo UB-68 storpedował zbudowany w 1902 roku brytyjski parowiec pasażerski „Warwickshire” o pojemności 8012 BRT, płynący z ładunkiem ryżu i fasoli z Rangunu do Liverpoolu (na pozycji 38°25′N 10°54′E/38,416667 10,900000). Statek został uszkodzony, a na jego pokładzie nie było ofiar śmiertelnych . Następnego dnia ten sam los spotkał zbudowany w 1901 roku brytyjski parowiec „Kingstonian” (6564 BRT), transportujący żołnierzy i ich ekwipunek z Aleksandrii do Marsylii. Storpedowany statek został sztrandowany nieopodal Carloforte (na pozycji 39°20′N 7°10′E/39,333333 7,166667), a na jego pokładzie zginęła jedna osoba . 13 kwietnia na północny wschód od Barcelony (na pozycji 41°43′N 3°09′E/41,716667 3,150000) U-Boot storpedował zbudowany w 1884 roku francuski parowiec „Provence III” o pojemności 3941 BRT, płynący z ładunkiem drobnicy z Buenos Aires do Marsylii. Uszkodzony statek został sztrandowany, a później podniesiono go i wyremontowano . 26 kwietnia na północ od San Vito Lo Capo okręt podwodny zatrzymał i zatopił zbudowany w 1876 roku włoski drewniany bryg „Angelina Di Paola” (228 BRT), płynący z ładunkiem soli z Sycylii do Savony .
28 kwietnia dowódca U-Boota, por. mar. Heino von Heimburg otrzymał awans na stopień kpt. mar. (niem. Kapitänleutnant) .
1 czerwca na zachód od latarni morskiej Capo Granitola (na przybliżonej pozycji 37°N 12°E/37,000000 12,000000) UB-68 zatopił w ataku torpedowym zbudowany w 1870 roku włoski parowiec „Angelina” o pojemności 1260 BRT, płynący z ładunkiem drobnicy z Trypolisu na Maltę . Dwa dni później w odległości 20 Mm na zachód od latarni morskiej Capo Granitola okręt storpedował bez ostrzeżenia i zatopił zbudowany w 1896 roku uzbrojony brytyjski parowiec „Glaucus” o pojemności 5295 BRT, płynący z ładunkiem drobnicy z Liverpool do Szanghaju w konwoju OE-16 (na pozycji 37°33′N 12°15′E/37,550000 12,250000; w wyniku ataku zginęło dwóch marynarzy)  . 12 czerwca nieopodal Cap de Tortosa UB-68 uszkodził w ataku torpedowym zbudowany w 1906 roku włoski parowiec „Monginevro” (5271 BRT), płynący pod balastem z Genui do Gibraltaru . 24 czerwca w odległości 15 Mm od Mahdii okręt zatrzymał i po ewakuacji załogi zatopił francuski żaglowiec „Saint Antoine” o pojemności 43 BRT, transportujący ładunek ceramiki z Dżerby do Tunisu .
2 lipca nowym dowódcą U-Boota został mianowany por. mar. Karl Dönitz, dowodzący wcześniej UC-25 . 4 października w odległości 110 Mm na wschód od Malty UB-68 zatopił w przeprowadzonym bez ostrzeżenia ataku torpedowym zbudowany w 1894 roku uzbrojony brytyjski parowiec „Oopack” o pojemności 3883 BRT, płynący z ładunkiem drobnicy z Tuticorin do Liverpoolu (na pozycji 35°56′N 16°20′E/35,933333 16,333333, nikt nie zginął)  . Po przeprowadzonym w położeniu nawodnym skutecznym ataku okręt zanurzył się wobec zbliżania się eskortującego konwój niszczyciela, po czym w wynurzeniu wyprzedził konwój. Płynąc na głębokości peryskopowej U-Boot z powodu problemów technicznych zaczął niebezpiecznie nabierać głębokości, dochodząc do niemal 100 metrów, a po wykonaniu szasowania wypłynął na powierzchnię w środku konwoju. Eskortowce i uzbrojone statki otworzyły ogień w kierunku UB-68, uzyskując trafienia, w rezultacie których por. mar. Karl Dönitz wydał rozkaz opuszczenia tonącego okrętu (na pozycji 33°56′N 16°20′E/33,933333 16,333333) . Jego zatopienie zostało przypisane slupowi HMS „Snapdragon” i uzbrojonemu trawlerowi HMT „Cradosin”. Wraz z U-Bootem zginęło czterech marynarzy z liczącej w tym rejsie 37 osób załogi . Pozostali rozbitkowie wraz z dowódcą zostali wyłowieni i trafili do niewoli.

## Podsumowanie działalności bojowej
W latach 1917–1918 SM UB-68 odbył łącznie pięć patroli bojowych, podczas których zatopił pięć statków o łącznej pojemności 10 709 BRT i uszkodził cztery statki o łącznej pojemności 23 788 BRT  . Na pokładach zatopionych jednostek zginęły co najmniej trzy osoby . Pełne zestawienie bojowych osiągnięć okrętu przedstawia poniższa tabela :
| Data                | Nazwa               | Państwo         | Tonaż       | Los jednostki |
| ------------------- | ------------------- | --------------- | ----------- | ------------- |
| 10 kwietnia 1918    | „Warwickshire”      | Wielka Brytania | 8012        | uszkodzony    |
| 11 kwietnia 1918    | „Kingstonian”       | Wielka Brytania | 6564        | uszkodzony    |
| 13 kwietnia 1918    | „Provence III”      | Francja         | 3941        | uszkodzony    |
| 26 kwietnia 1918    | „Angelina Di Paola” | Włochy          | 228         | zatopiony     |
| 1 czerwca 1918      | „Angelina”          | Włochy          | 1260        | zatopiony     |
| 3 czerwca 1918      | „Glaucus”           | Wielka Brytania | 5295        | zatopiony     |
| 12 czerwca 1918     | „Monginevro”        | Włochy          | 5271        | uszkodzony    |
| 24 czerwca 1918     | „Saint Antoine”     | Francja         | 43          | zatopiony     |
| 4 października 1918 | „Oopack”            | Wielka Brytania | 3883        | zatopiony     |
| RAZEM               | RAZEM               | zatopione:      | zatopione:  | 5             |
| RAZEM               | RAZEM               | uszkodzone:     | uszkodzone: | 4             |